# 花都舞影
《一个美国人在巴黎》（英語：An American in Paris）是美國的一部電影，在1951年上映，這部電影是一部歌舞片。主演是金·凱利和莱斯利·卡侬。導演是文森特·明内利。電影的所有音樂都是由喬治·蓋希文和艾拉·蓋希文製作，片尾長達17分鐘的男、女主角無對話舞蹈，以及對同名交響詩的完整引用，可說是本片的最重要設計。本片與《萬花嬉春》等電影並列為金凱利的代表作，並被選入AFI百年百大歌舞電影。

## 外部連結
- 開眼電影網上《花都舞影》的資料（繁體中文）
- 豆瓣电影上《花都舞影》的資料 （简体中文）
- 时光网上《花都舞影》的資料（简体中文）
- AllMovie上《花都舞影》的资料（英文）
- 爛番茄上《花都舞影》的資料（英文）
- Box Office Mojo上《花都舞影》的資料（英文）
- TCM电影资料库上《花都舞影》的资料（英文）
- 互联网电影数据库（IMDb）上《花都舞影》的资料（英文）